# Frank Steffel

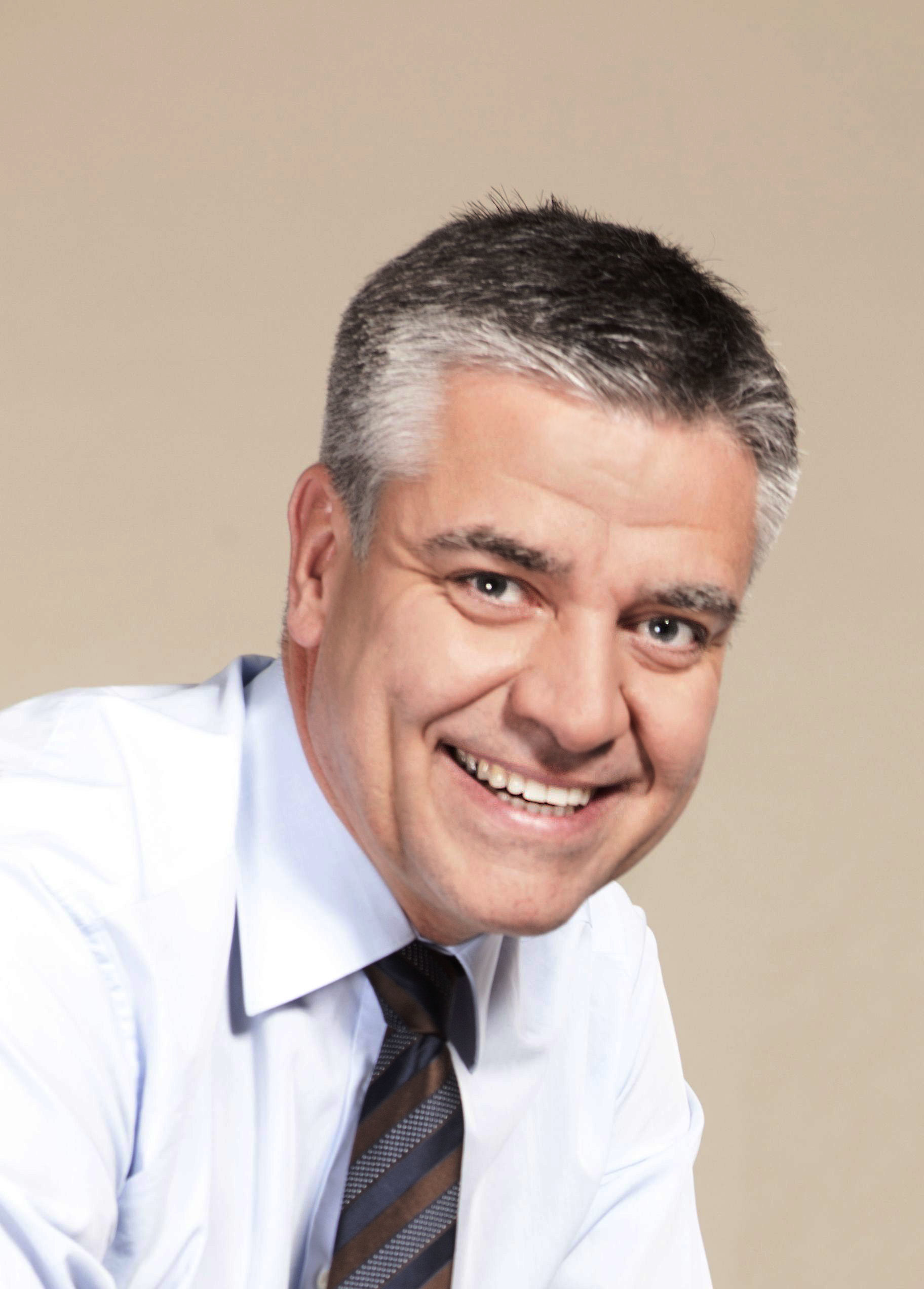
Frank Steffel (2011)

Frank Steffel (* 2. März 1966 in Hermsdorf, West-Berlin) ist ein deutscher Politiker (CDU) und Unternehmer. Er war von 2001 bis 2003 Fraktionsvorsitzender der CDU im Abgeordnetenhaus von Berlin und von 2009 bis 2021 Mitglied des Deutschen Bundestages. Seit Mai 2005 ist er ehrenamtlicher Präsident des Sportvereins Füchse Berlin Reinickendorf.

## Leben und Beruf

### Schule und Studium
Steffel wurde im Dominikus-Krankenhaus in Berlin-Hermsdorf geboren. Nach dem Abitur an dem Hermsdorfer Georg-Herwegh-Gymnasium im Jahr 1984 studierte er Betriebswirtschaftslehre an der Freien Universität Berlin (FU Berlin) und schloss das Studium 1990 als Diplom-Kaufmann ab.

### Promotion und Entzug des Doktorgrades
Frank Steffel wurde 1999 über Bedeutung und Entwicklung der Unternehmer in den neuen Bundesländern nach der deutschen Einheit 1990 an der FU Berlin zum Doktor der Wirtschaftswissenschaft (Dr. rer. pol.) promoviert.
Im November 2017 wurde die FU Berlin darauf hingewiesen, dass es einen begründeten Verdacht auf Plagiate in der Dissertation in mindestens drei umfangreichen Fällen gibt. Journalisten der Berliner Zeitung konnten den Vorwurf nachvollziehen und um weitere Plagiate ergänzen.
Der Entzug des Doktorgrades erfolgte im Februar 2019 durch einstimmigen Beschluss des Prüfungsgremiums und des Präsidiums der FU Berlin wegen „zumindest bedingt vorsätzlicher Täuschung und Verletzung des Gebotes der wissenschaftlichen Redlichkeit“. Zur Begründung hieß es, dass „wörtliche oder fast wörtliche Übernahmen in erheblichem Umfang nicht als solche gekennzeichnet“ worden seien, wobei die Quellennennungen seitens Steffel aber der Verschleierung dienten, da weder ersichtlich wäre, „dass [Steffel] wörtlich oder fast wörtlich Texte anderer Autoren in seine Dissertation eingefügt hat“, noch der Umfang der Plagiate.
Das Präsidium und das Prüfungsgremium stellten sich mit ihrer Begründung explizit gegen die Position von Steffels Doktorvater Dietrich Winterhager, der erklärt hatte, dass aus seiner Sicht „die von Frank Steffel gewählte Zitierweise damals am gesamten Fachbereich Wirtschaftswissenschaft üblich gewesen sei“ und er nicht getäuscht worden sei. Steffel ging gegen den Beschluss der Hochschulleitung auf Aberkennung der Doktorwürde juristisch vor; die Klage war ab 27. Februar 2019 anhängig und wurde am 27. Oktober 2020 vom Verwaltungsgericht Berlin abgewiesen. Die Zulassung der Berufung wurde durch Steffel nicht beantragt.

### Beruflicher Werdegang
Steffel war Inhaber der Steffel-Unternehmensgruppe mit Sitz in Berlin, die insbesondere auf den Gebieten Raumausstattung, Heimtextilien und Bodenbeläge aktiv war und nach eigenen Angaben europaweit 700 Mitarbeiter beschäftigte. Das Unternehmen wurde 1964 von Steffels Vater Walter zusammen mit Bruno Thomas unter dem Namen Thomas & Co. gegründet. Bedingt im Wesentlichen durch Zukäufe und Übernahmen gehörten zu der Gruppe mehr als zehn Unternehmen unterschiedlicher Größe in Deutschland und Österreich.
Frank Steffel veräußerte sein Unternehmen zum Jahresende 2015 an die Unternehmensgruppe Brüder Schlau, um sich zukünftig anderen Aktivitäten sowie seinem Bundestagsmandat intensiver widmen zu können. Seit 2016 ist Steffel Inhaber der Steffel Management & Beteiligungen GmbH und weiterer Beteiligungsunternehmen.

### Ehrenamtliches Engagement und Familie
Seit Mai 2005 ist Steffel ehrenamtlicher Präsident des Sportvereins Füchse Berlin Reinickendorf. Im September 2021 wurde er für zwei weitere Jahre im Amt bestätigt. Die Handball-Profi-Mannschaft Füchse Berlin stieg 2007 in die Handball-Bundesliga auf. Während seiner Präsidentschaft gewannen die Füchse Berlin mehrmals den EHF-Pokal sowie den Super Globe und wurden 2014 Deutscher Pokalsieger. Zu Beginn der Präsidentschaft Steffels (2005) hatte der Verein 2000 Mitglieder, Ende 2019 waren es knapp 4000 Mitglieder. Im Juni 2022 wurde er in diesem Amt bestätigt.
2022 kandidierte Steffel erfolglos als Präsident von Hertha BSC. Er unterlag Kay Bernstein, einem Unternehmer und ehemaligen Ultra des Vereins, der 2024 verstarb.
Steffel ist verheiratet und lebt in Berlin-Frohnau. Er ist Vater einer Tochter (* 2008) und eines Sohnes (* 2012).

## Politik
Steffel ist seit 1983 CDU-Mitglied, war von 1985 bis 1991 Vorsitzender der Jungen Union in Berlin-Reinickendorf, war von 1989 bis 2021 Mitglied des Landesvorstandes der CDU Berlin und zudem von 2001 bis 2019 Vorsitzender des CDU-Kreisverbands Reinickendorf. Steffel war von 1991 bis 2009 Mitglied des Berliner Abgeordnetenhauses, dort von 1999 bis 2001 und ab 2006 stellvertretender Fraktionsvorsitzender sowie von 2001 bis 2003 Fraktionsvorsitzender. Vom 27. September 2009 bis zum Oktober 2021 war Steffel Mitglied des Deutschen Bundestages.
Steffel war Mitglied der Bundesversammlungen in den Jahren 2009 (Wahl des Bundespräsidenten Köhler), 2010 (Wahl des Bundespräsidenten Wulff), 2012 (Wahl des Bundespräsidenten Gauck) und 2017 (Wahl des Bundespräsidenten Steinmeier).
Steffel wurde im Jahr 2014 sowie im Jahr 2020 vom Präsidium der CDU Deutschlands mit der Leitung des Bundesfachausschusses/Kommission Sport betraut. Er ist Mitglied im Komitee der Special Olympics 2023 in Berlin.

### Landespolitik und Spitzenkandidat bei der Abgeordnetenhauswahl 2001
Steffel war von 2000 bis 2001 und erneut von 2009 bis 2017 stellvertretender Landesvorsitzender der Berliner CDU.
Nachdem Eberhard Diepgen am 16. Juni 2001 als Regierender Bürgermeister abgewählt worden war, wurde Steffel zum CDU-Spitzenkandidaten und Herausforderer des neuen Regierenden Bürgermeisters Klaus Wowereit für die Neuwahl am 21. Oktober 2001 gewählt. Steffels Wahlkampf war von Beginn an von mehreren öffentlichen Diskussionen über die CDU überlagert: den am ehemaligen Berliner CDU-Fraktionsvorsitzenden Klaus-Rüdiger Landowsky festgemachten Berliner Bankenskandal sowie die noch nicht in Vergessenheit geratenen Spendenskandale um den ehemaligen Bundeskanzler Helmut Kohl und seiner Partei in Hessen.
Steffels Wahlkampf geriet jedoch insbesondere durch eine Reihe unglücklicher eigener Medienauftritte ins Schlingern, zumal er selbst von seiner Agentur Publicis als „Kennedy von der Spree“ vermarktet worden war. So bezeichnete er bei einem Besuch Münchens diese als „die schönste Stadt Deutschlands“ und „heimliche Hauptstadt“. 2001 ging er beim Wahlkampfauftakt der CDU in Berlin bei einer Eierwurfattacke hinter dem von der Aktion unbeeindruckten Edmund Stoiber in Deckung. Zudem wurde seine Reaktion auf eigene vermeintliche rassistische Äußerungen zu Jugendzeiten als unsouverän empfunden. Als er Günter Schabowski in seinen „Gesprächskreis Innere Einheit“ aufnahm, monierte Berlins SPD-Chef Peter Strieder, dass damit ausgerechnet der Chef-Propagandist der DDR zum Thema innere Einheit herangezogen worden sei. Für Kritik sorgte ferner sein Auftritt in der ARD-Talkshow von Michel Friedman, der selbst Parteimitglied der CDU ist.
Bei der Wahl am 21. Oktober verlor die CDU 17 Prozentpunkte und erhielt 23,8 Prozent der Stimmen. Damit lag sie knapp vor der PDS, die 22,6 Prozent erreichte und damit 4,9 Prozentpunkte hinzugewann. Die SPD kam auf 29,7 Prozent (+7,3 Prozentpunkte), die FDP auf 9,9 Prozent (+7,7 Prozentpunkte) und Bündnis 90/Die Grünen auf 9,1 Prozent (−0,8 Prozentpunkte). Nicht nur für die CDU, auch für Steffel selbst wurde die Wahl zu einer schweren Niederlage. Das Berliner Stadtmagazin tip wählte Steffel zum „peinlichsten Berliner“ des Jahres 2001.
Steffel wurde nach der Wahl als Fraktionsvorsitzender der CDU im Berliner Abgeordnetenhaus wiedergewählt. Es folgten lange innerparteiliche Querelen, in deren Verlauf nacheinander die Landesvorsitzenden Diepgen und sein Nachfolger Christoph Stölzl zurücktraten. Steffel trat schließlich im Mai 2003 als CDU-Fraktionsvorsitzender zurück. Sein Rücktritt wurde in der Presse als taktischer Zug im Kampf um Posten und Einfluss bezeichnet.
Auf dem Kreisparteitag der Reinickendorfer CDU wurde Frank Steffel am 21. Januar 2006 wieder als Kandidat des Wahlkreises 6 (Frohnau, Hermsdorf, Freie Scholle) für die Berliner Abgeordnetenhauswahl 2006 nominiert. Er gewann den Wahlkreis mit 9349 Stimmen (42,3 Prozent) und damit dem berlinweit höchsten absoluten Erststimmenergebnis der Direktkandidaten. 2006 bis 2009 hatte er im Abgeordnetenhaus den Vorsitz des Ausschusses für Wirtschaft, Betriebe und Technologie inne.
Während der letztlich erfolgreichen Koalitionsverhandlungen zwischen SPD und CDU nach der Abgeordnetenhauswahl 2011 war Steffel CDU-Verhandlungsführer für den Themenbereich Wirtschaft. Im Rahmen dieser Verhandlungen konnte die CDU u. a. eine Abschaffung des 2006 vom rot-roten Senat beschlossenen Straßenausbaugesetzes, die Einführung einer Handwerker-Vignette und eine Fokussierung auf den ersten Arbeitsmarkt und somit einen tiefgreifenden Paradigmenwechsel in der Arbeitsmarktpolitik erreichen. Spekulationen über eine mögliche Position als Wirtschaftssenator erteilte Steffel direkt nach dem Abschluss der Verhandlungen am 3. November 2011 eine kategorische Absage.

### Bundestagskandidatur 2005 und Mandat von 2009 bis 2021
Am 22. Juni 2005 wurde Steffel bei der Wahlkreisvertreterversammlung der CDU im Bundestagswahlkreis Berlin-Reinickendorf (WK 78) mit 87,7 Prozent der abgegebenen Stimmen als Direktkandidat für die Bundestagswahl 2005 nominiert. Er unterlag dann bei der Wahl mit einem Stimmenanteil von 37,8 Prozent seinem Gegenkandidaten Detlef Dzembritzki (SPD), der den Wahlkreis mit 42,5 Prozent direkt gewann. Der Einzug in den Bundestag erfolgte ebenso wenig über die Landesliste.
Am 19. Juni 2008 wurde Steffel im selben Wahlkreis von seiner Partei mit 97 Prozent der abgegebenen Stimmen als Direktkandidat für die Bundestagswahl 2009 nominiert. Am 27. September 2009 gewann er das Direktmandat mit 39 Prozent als höchstem Ergebnis in Berlin. Am 14. September 2012 wurde er mit 93 Prozent der abgegebenen Stimmen erneut als Direktkandidat für die Bundestagswahl 2013 in seinem Wahlkreis nominiert und am 23. November 2012 auf den vierten Platz der Landesliste der CDU Berlin gewählt. Am 22. September 2013 gewann er in Berlin-Reinickendorf mit dem besten Ergebnis bei den Erststimmen in Höhe von 45 Prozent erneut das Direktmandat für den Deutschen Bundestag. 2017 wurde er wiederum direkt in den 19. Deutschen Bundestag gewählt. Er erzielte berlinweit mit 36,8 Prozent das beste Erststimmenergebnis für die dortige CDU und liegt damit um 5,8 % über dem Zweitstimmenergebnis in seinem Wahlkreis.
Im Bundestag arbeitete Steffel als ordentliches Mitglied im Finanz- und Sportausschuss. Im Sportausschuss war er Obmann. Zudem gehörte er als ordentliches Mitglied dem Auswärtigen Ausschuss und als stellvertretendes Mitglied dem Unterausschuss Vereinte Nationen, internationale Organisationen und Globalisierung an. In der Arbeitsgruppe Finanzen der CDU/CSU-Bundestagsfraktion war Steffel Berichterstatter zu den Themenfeldern Grunderwerbssteuer, Doppelbesteuerungsabkommen, Immobilien, Privatisierung, Verbraucherschutz und Geldwäsche. Zusätzlich war er stellvertretender Berichterstatter zu den Themenfeldern Grundsteuer, Mitarbeiterkapitalbeteiligung, Gemeinnützigkeit, Ehrenamt, Vereinsbesteuerung, Stiftungen und Kfz-Steuer. In der Arbeitsgruppe Sport und Ehrenamt der CDU/CSU-Bundestagsfraktion war er Berichterstatter für Breitensport, sportliche Großveranstaltungen wie Weltmeisterschaften, Europameisterschaften und Olympia sowie für Sport und Medien.
Am 28. Januar 2014 wurde Frank Steffel mit großer Mehrheit zum Obmann der CDU/CSU-Fraktion im Sportausschuss und Ehrenamtsausschuss des Deutschen Bundestages gewählt. Darüber hinaus war er weiterhin ordentliches Mitglied im Finanzausschuss.
Im Zuge der Einsetzung der Ausschüsse des Deutschen Bundestages im Januar/Februar 2018 (19. Legislaturperiode) wählte die CDU/CSU-Fraktion Steffel erneut zum Obmann im Sport- und Ehrenamtsausschuss. Außerdem war Steffel seit Februar 2018 ordentliches Mitglied im Auswärtigen Ausschuss. Hier war er Berichterstatter der CDU/CSU-Fraktion u. a. für die Ukraine, für das südliche Afrika, Japan und die iberische Halbinsel. Bei den Fraktionsvorstandswahlen der CDU/CSU-Fraktion am 25. September 2018 wurde Steffel erneut im Amt des Obmanns im Sportausschuss bestätigt.
Zu Beginn der Covid-19-Pandemie setzte sich Steffel im Zuge der Nachtrags-Haushaltsberatungen 2020 (sowie später auch der Haushaltsberatungen 2021) intensiv für eine Förderung der Sportverbände und Ligen ein, um Insolvenzen zu vermeiden. Durch fehlende Einnahmen bei den nicht möglichen Ticketverkäufen der (semi-)professionellen Mannschaftssportarten droht einer Vielzahl von Vereinen finanzielle Schwierigkeiten.

### Rückzug aus der Politik
Im Oktober 2019 kündigte Steffel an, nicht mehr für den Bundestag zu kandidieren und schied im Oktober 2021 aus dem Parlament aus.